# Biosfeerreservaat Tsjornye Zemli
Het Biosfeerreservaat Tsjornye Zemli of Biosfeerreservaat "Zwarte Aarde" (Russisch: Государственный природный биосферный заповедник «Чёрные земли») is grotendeels gelegen in de Kaspische Laagvlakte in de Russische autonome republiek Kalmukkië. Het gebied werd op 12 juni 1990 per decreet (№191/1990) van de Raad van Ministers van de Russische SFSR opgericht als zapovednik om de ecologische balans in het gebied te herstellen en de zeldzame saiga (Saiga tatarica) te beschermen. Het gebied heeft een totale oppervlakte van 1.219 km². De zapovednik werd op 3 december 1993 per besluit van het Internationaal Coördinerend Comité van UNESCO aan de lijst van biosfeerreservaten toegevoegd, onder het Mens- en Biosfeerprogramma (MAB).

## Deelgebieden
Biosfeerreservaat Zwarte Aarde bestaat uit twee deelgebieden:
- Tsjornye Zemli (Russisch: «Чёрные земли») is een steppereservaat en ligt in de zone van droge steppen en halfwoestijnen van de Kaspische Laagvlakte. Het gebied heeft sterk te lijden gehad van verwoestijning, wat te wijten valt aan overbegrazing van vee. De oprichting van het reservaat zorgde ervoor dat de saiga beschermd kon worden en de steppevegetatie zich kon herstellen. Zwarte Aarde heeft een oppervlakte van 943 km².[1]
- Manytsj-Goedilo (Russisch: «Маныч-Гудило») is een ornithologisch reservaat in de Koema-Manytsjlaagte, dat bij de zapovednik werd betrokken om een veilige haven te bieden voor watervogels. Het gebied is een belangrijke pleisterplaats voor trekvogels. Manytsj-Goedilo heeft een oppervlakte van 276 km². Op 13 september 1994 werd het gebied toegevoegd aan de lijst van Ramsargebieden.[1]

## Flora en fauna
In het deelgebied Tsjornye Zemli kunnen typische steppesoorten worden waargenomen. Er worden 38 soorten gevonden die op de regionale rode lijst van bedreigde soorten van Kalmukkië staan, oftewel 1/3 van het aantal bedreigde plantensoorten van Kalmukkië. In de eerste fase van het successieproces worden er vooral veel kortlevende soorten als zwenkdravik (Anisantha tectorum) en knolbeemdgras (Poa bulbosa) gevonden. Verdere ontwikkeling leidt tot de groei van Stipa capillata, met een toevoeging van o.a. Phlomis pungens, Tanacetum achilleifolium en Dianthus leptopetalus. Zwarte Aarde is een van de belangrijkste toevluchtsoorden voor de ernstig bedreigde saiga ter wereld. De saiga is op wereldschaal zeer sterk in aantal afgenomen en de aantallen gaan ook in Biosfeereservaat Tsjornye Zemli achteruit. Anno 2009 liggen de aantallen nog net boven de 12.000 exemplaren. Naast de saiga leven er ook zoogdieren als steppevossen (Vulpes corsac), dwerggrondeekhoorns (Spermophilus pygmaeus), langooregels (Hemiechinus auritus), grote paardenspringmuizen (Allactaga major) en steppebunzingen (Mustela eversmannii) en broeden er vogels als steppearend (Aquila nipalensis) en arendbuizerd (Buteo rufinus).
Op de schiereilanden en hellingen van Manytsj-Goedilo zijn soortenrijke plantengemeenschappen van steppegebieden te vinden. 's Zomers worden deze gebieden gedomineerd door mesofytische en xero-mesofytische plantengemeenschappen en in het voorjaar zijn er vooral kruidachtige planten te vinden met een beperkt bloeiseizoen. In Manytsj-Goedilo bevindt zich een kolonie roze pelikanen (Pelecanus onocrotalus) en kroeskoppelikanen (Pelecanus crispus) en is tijdens de trekperiode een belangrijke pleisterplaats voor roodhalsganzen (Branta ruficollis) en kolganzen (Anser albifrons).

## Afbeeldingen

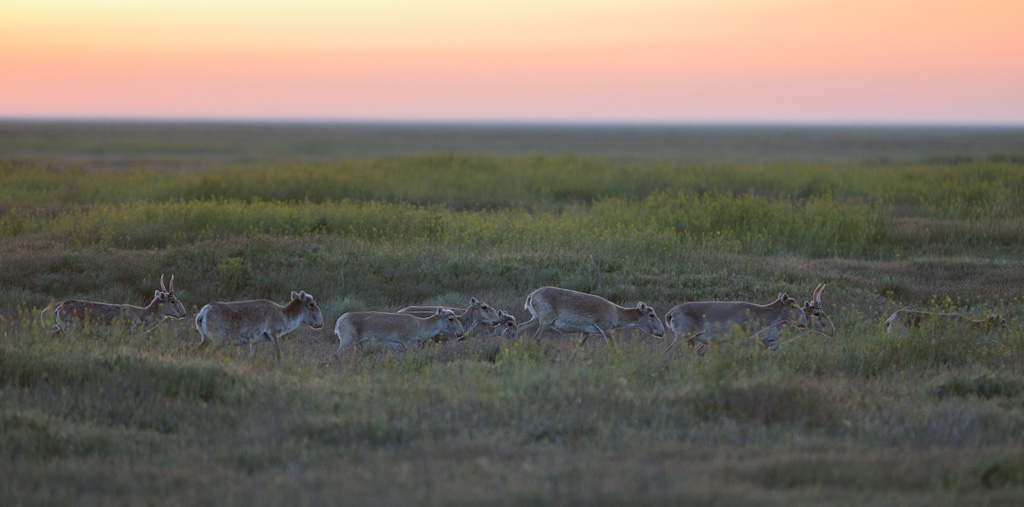
Een kudde saiga's (Saiga tatarica) tijdens de ochtendschemering naar een waterpoel trekkend.
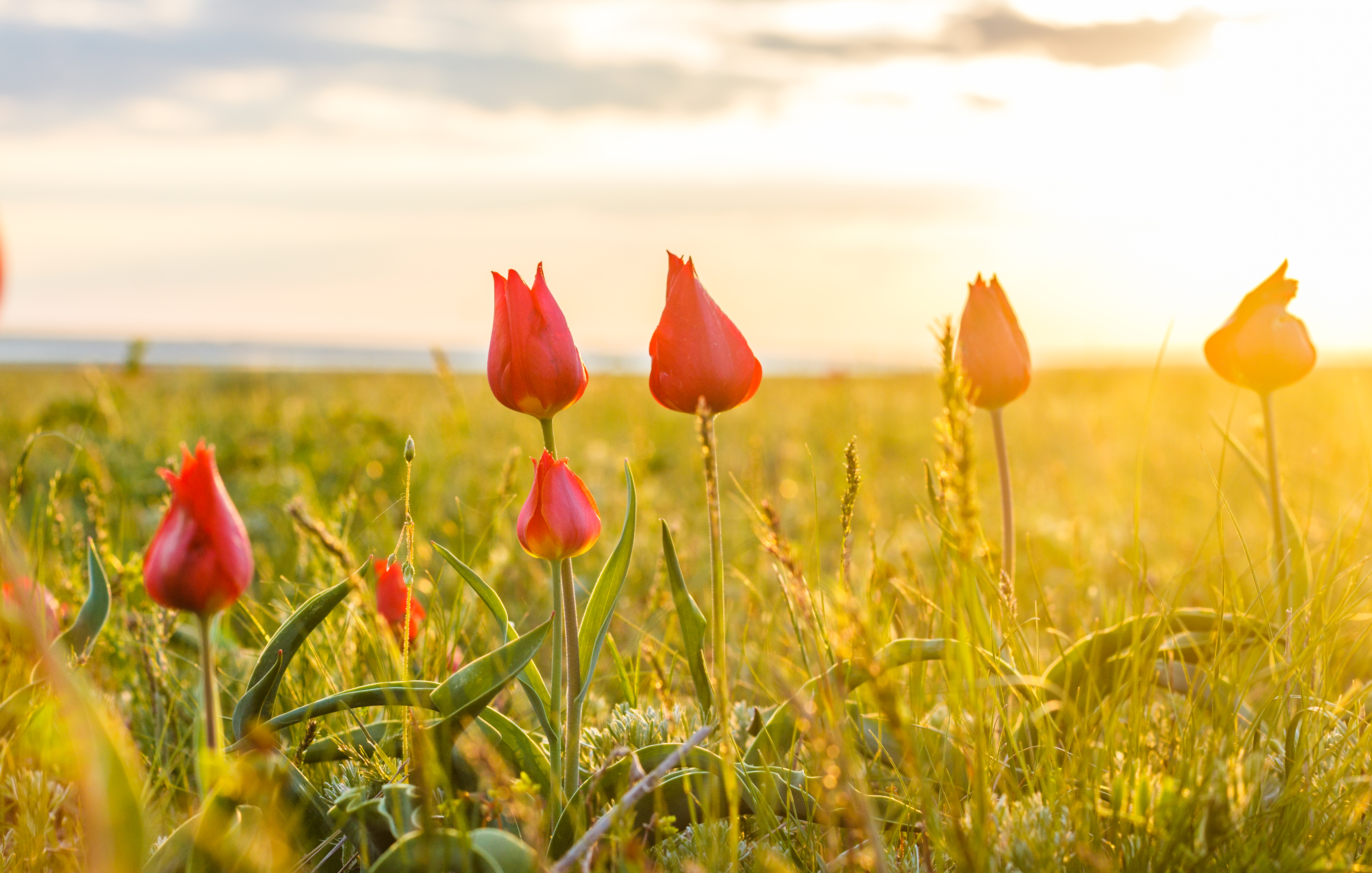
Tulipa gesneriana in Manytsj-Goedilo (periode: eind april).
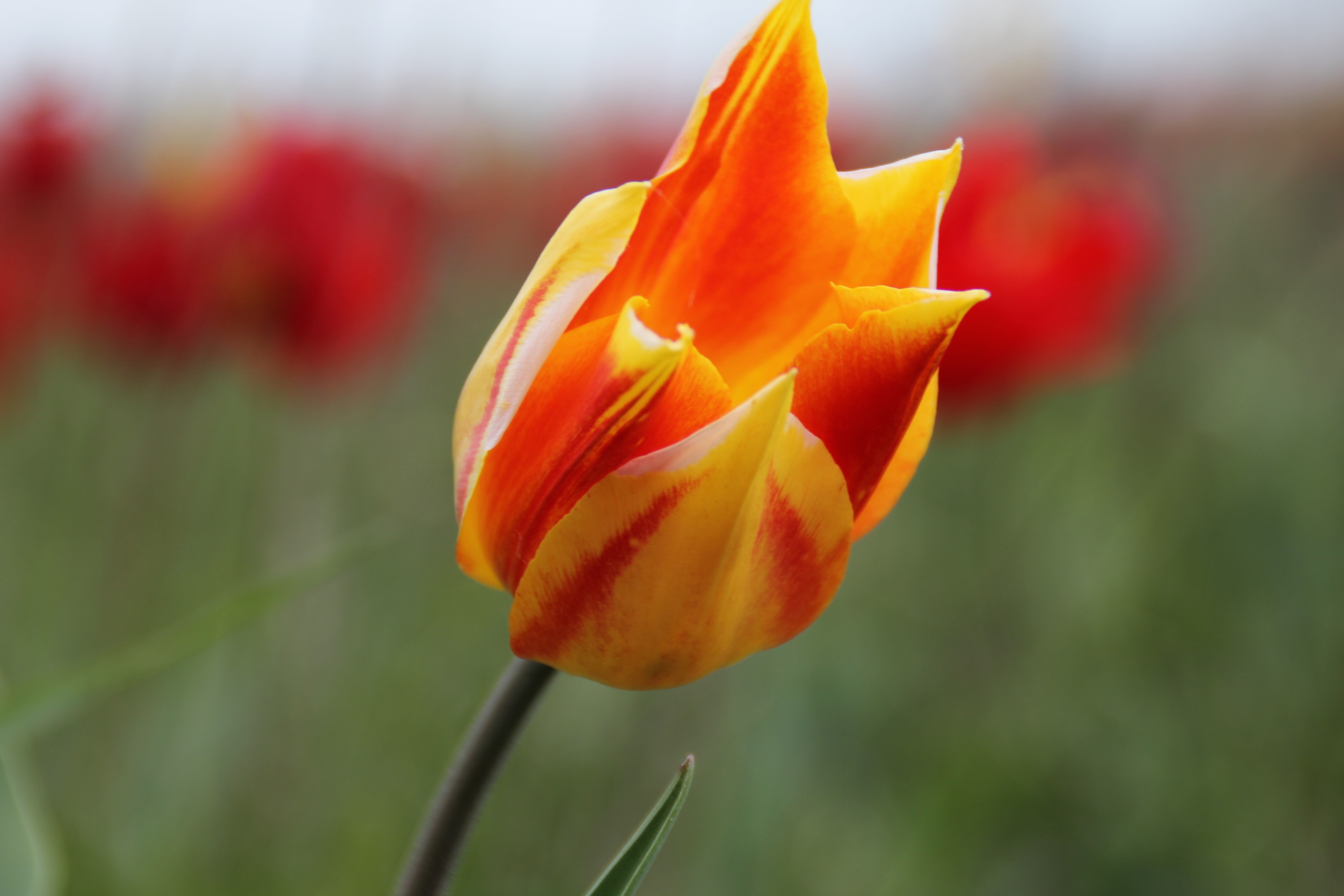
Tulipa gesneriana in Manytsj-Goedilo (periode: eind april).
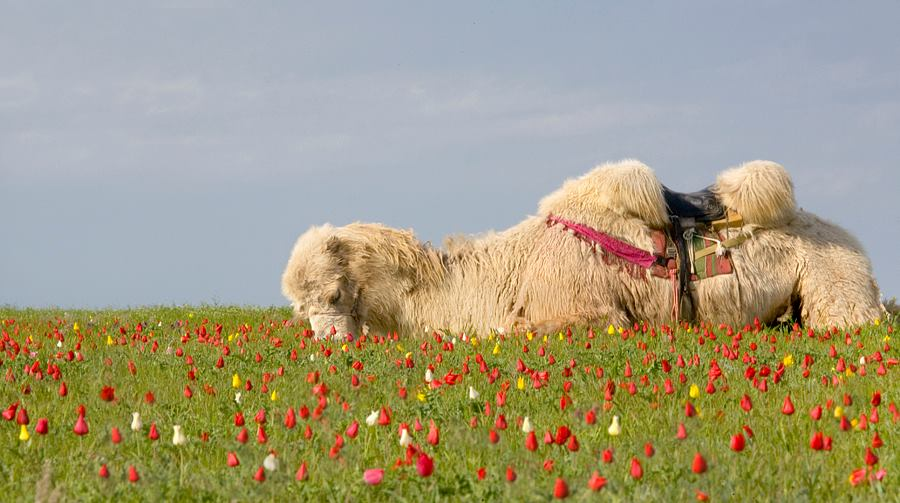
Gedomesticeerde kameel (Camelus bactrianus bactrianus) in een tulpenveld in Manytsj-Goedilo (periode: begin mei).